# Амфихты
Амфихты (лат. Amphichthys, от др.-греч. amphi — обеих сторон и Ίχθύς — рыба) — род морских лучепёрых рыб из семейства батраховых (Batrachoididae). Представители рода распространены вдоль Атлантического побережья Центральной и Южной Америки от Панамы до Бразилии. Длина тела составляет до 40 см. Это придонные хищные рыбы, поджидающие добычу в засаде.

## Классификация
На декабрь 2018 года в род включают 2 вида:
- Amphichthys cryptocentrus (Valenciennes, 1837) — Амфихт[1]
- Amphichthys rubigenis Swainson, 1839